# Viesturs Bērziņš
Viesturs Bērziņš (né le 9 avril 1974 à Riga) est un coureur cycliste letton, spécialiste de la piste.

## Palmarès sur piste

### Jeux olympiques
- Atlanta 1996
  - 9e de la vitesse
- Sydney 2000
  - 5e de la vitesse
  - 6e de la vitesse par équipes (avec Ainārs Ķiksis et Ivo Lakučs)

### Coupe du monde
- 1996
  - 2e de la vitesse individuelle à Cottbus
- 1997
  - 1er de la vitesse individuelle à Quartu Sant'Elena
  - 3e de la vitesse individuelle à Adélaïde
- 1998
  - 3e de la keirin à Hyères
  - 3e de la vitesse individuelle à Berlin
- 2000
  - 3e du classement général de la vitesse individuelle
  - 3e de la vitesse individuelle à Mexico
  - 3e de la vitesse individuelle à Turin
  - 3e de la vitesse par équipes à Moscou (avec Ainārs Ķiksis et Ivo Lakučs)
  - 3e de la vitesse par équipes à Mexico (avec Ainārs Ķiksis et Ivo Lakučs)
- 2001
  - 3e de la keirin à Szczecin
  - 3e de la vitesse individuelle à Szczecin
- 2002
  - 1er de la vitesse individuelle à Kunming
  - 2e de la keirin à Kunming

### Championnats d'Europe
- 1995
  -  Champion d'Europe de la vitesse
- 1998
  -  Champion d'Europe de l'omnium sprint
- Brno 2001
  -  Médaillé de bronze de l'omnium sprint
- Büttgen 2002
  -  Médaillé de bronze de l'omnium sprint